# Hussein Fatal
Брюс Едвард Вашингтон-молодший (3 квітня 1973 – 10 липня 2015), більш відомий під псевдонімом Hussein Fatal або іноді як Fatal Hussein,  — американський репером, найбільш відомим своєю спільною роботою з Тупаком Шакуром у складі реп-групи Outlaw Immortalz або просто Outlawz.

## Раннє життя
Брюс Едвард Вашингтон-молодший народився в Монтклері, Нью-Джерсі 3 квітня 1973 року.

## Кар'єра
Вашингтон вперше з'явився як Hussein Fatal у лютому 1996 року в піснях «All About U» та «When We Ride» з альбому Тупака Шакура All Eyez on Me. Як члена Outlaw Immortalz, його ім’я було вибрано як посилання на президента Іраку Саддама Хусейна. У червні 1996 року він був представлений у пісні Шакура «Hit 'Em Up», образивши суперників Шакура у другому куплеті пісні.
Після того, як Тупак був смертельно поранений у вересні 1996 року, а учасник гурту Outlawz Які Кадафі був убитий у листопаді, Вашингтон не з'являвся в інших записах до 1998 року, коли Relativity Records випустив його перший сольний альбом In the Line of Fire. На жаль, лейбл збанкрутував; альбом не рекламувався і продавався погано. 
Потім Вашингтон підписав контракт з Rap-A-Lot Records і почав роботу над другим сольним студійним альбомом, Death Before Dishonor, записавши понад 40 пісень, перш ніж його заарештували в грудні 1999 року за напад, скоєний трьома роками раніше. Rap-A-Lot Records випустив альбом під назвою Fatal після того, як він був умовно-достроково звільнений у 2002 році.
У 2003 році Вашингтон виконав чотири пісні з альбому Ja Rule Blood in My Eye: «The Life», «It's Murda (Freestyle)», «The Wrap (Freestyle)» та однойменну заголовну пісню «Blood in My Eye». Він також з’явився в реміксі пісні Ашанті «Rain On Me» і в музичному відео Джа Рула «Clap Back».
Потім він знову виступав з Outlawz на їх мікстейпі Killuminati 2K10 2010 року та мікстейпі Killuminati 2K11 2011 року і в альбомі 2011 року Perfect Timing. Він також з'явився в композиціях «Emancipation» і «Welcome To Real Life» з альбому Son of God учасника Outlawz Young Noble 2012 року. Він продовжував випускати мікстейпи на власному лейблі Thugtertainment до самої смерті.

## Смерть
Фатал загинув в автокатастрофі в окрузі Бенкс, штат Джорджія, 10 липня 2015 року у віці 42 років. Його дівчина Занетта Ґірбі була за кермом і була звинувачена в ВНС, автомобільному вбивстві першого ступеня та необережному водінні.

## Дискографія
Студійні альбоми
- In the Line of Fire (1998)
- Fatal (2002)
- Born Legendary (2009)
- The Interview: It’s Not a Gimmik 2 Me (2013)
- Ridin' All Week On 'Em (2015)
- Legendary Status (2018)

Спільні альбоми
- Thug in Thug Out (з Young Noble) (2007)
- Outkasted Outlawz (з Nutt-So) (2010)
- Killuminati 2K10 (з Outlawz) (2010)
- Killuminati 2K11 (з Outlawz) (2011)
- Perfect Timing (з Outlawz) (2011)

Мікстейпи
- Fatalveli, Volume 1 (2003)
- Fatalveli, Volume 2 (2004)
- Section 8: Hustlin' in Front of Housing (2006)
- 1090 Official (2007)
- New Jersey D.O.C (2007)
- Essex County Kings (2008)
- No Way Out (2008)
- New Jersey D.O.C Vol. 2 (2008)
- Yas da Hak — the Getaway (2008)
- Makaveli Soldiers (2008)
- Thugtertainment Soldiers (2009)
- Pain Muzik (2009)
- Ali Bang — Look at Me Now (2009)
- Trouble (2009)
- The Official Remixes (2011)
- Yas da Hak — Hak Muzik Vol. 1 (2011)
- Outlaw Nation Vol. 3 (з Young Noble) (2013)
- Jerzey Giantz (з Young Noble) (2014)

## Фільмографія
| Рік  | Назва                                                     | Роль        | Примітки             |
| ---- | --------------------------------------------------------- | ----------- | -------------------- |
| 2002 | Outlawz: Worldwide                                        | себе        | Документальний DVD   |
| 2003 | Eyes On Hip Hop – The Chronicle Vol.1                     | себе        | Документальний DVD   |
| 2003 | Beef                                                      | себе        | Документальний DVD   |
| 2004 | All Access Vol.5                                          | себе        | Документальний DVD   |
| 2007 | Smooth: The Game Is Dead                                  | –           | Дебют у кіно         |
| 2008 | The Money Kept Coming                                     | себе        | Документальний DVD   |
| 2008 | Ca$h Rules                                                | M.J.        | Дебют у кіно         |
| 2011 | Sex, Money and You Already Know: The Hykine Johnson Story | Фатал       | Дебют у кіно         |
| 2013 | Napoleon: Life of an Outlaw                               | себе        | Документальний DVD   |
| 2013 | Sleeping With Angels                                      | Волтер Курц | Дебют у кіно         |
| 2013 | Can't Forget New Jersey                                   | себе        | Документальний фільм |
| 2013 | Bound by Blood                                            | –           | Дебют у кіно         |